# Seznam představitelů Egypta

Státní znak Egypta v letech 1922–1953

Seznam představitelů Egypta zahrnuje egyptské prezidenty, krále, ale i autonomně vládnoucí sultány a osmanské místokrále. Jako oficiální představitelé nebo hlavy státu jsou považování až králové, jelikož v roce 1922 byla vyhlášena nezávislost.

## Osmanští místokrálové (1805-1914)

### Dynastie Muhammada Alího
| jméno         | obrázek | život       | období vlády | rodiče                              | poznámky                                          |
| ------------- | ------- | ----------- | ------------ | ----------------------------------- | ------------------------------------------------- |
| Muhammad Alí  |         | 1769 – 1848 | 1805 – 1848  | Ibrahim Agha Zeinab                 | místokrál, vojevůdce, diktátor; původem z Albánie |
| Ibráhím Alí   |         | 1789 – 1848 | 1848         | Muhammad Alí Paša Emina of Nosratli | vládl jako regent za svého otce                   |
| Abbás I. Paša |         | 1813 – 1854 | 1849 – 1854  | Muhammad Alí Paša Emina of Nosratli |                                                   |
| Saíd I.       |         | 1822 – 1863 | 1854 – 1863  | Muhammad Alí Paša                   |                                                   |

| jméno          | obrázek | život       | období vlády | rodiče                              | poznámky                                 |
| -------------- | ------- | ----------- | ------------ | ----------------------------------- | ---------------------------------------- |
| Ismaíl I. Paša |         | 1830 – 1895 | 1863 – 1879  | Muhammad Alí Paša Emina of Nosratli | odstoupil ve prospěch svého syna Taufíka |
| Taufík I.      |         | 1852 – 1892 | 1879 – 1892  | Ismaíl I. Paša Shafiq-Nur           | od roku 1882 vláda pod britským vlivem   |
| Abbás II. Paša |         | 1874 – 1944 | 1892 – 1914  | Taufík I. Emina of Nosratli         | sesazen po vyhlášení protektorátu        |

## Sultánové (1914-1922)

### Dynastie Muhammada Alího
Na začátku první světové války v roce 1914 prohlásila Velká Británie do té doby formálně pod osmanskou říši patřící autonomní Egypt jako svůj protektorát jako sultanát Egypt. Abbás II. Paša byl sesazen a k vládě byl dosazen jeho strýc Husejn Kamil. Tím si Britové upevnili svou moc v Egyptě.
Oficiální titul egyptského panovníka byl: z milosti boží, sultán Egypta a Súdánu
9. října 1917 po smrti sultána Husejna Kamila se sultánem stal jeho mladší bratr Fuad I. (ještě za první světové války), jelikož jeho jediný syn se vzdal práva na trůn.
| jméno        | obrázek | život       | období vlády | rodiče                      | poznámky                          |
| ------------ | ------- | ----------- | ------------ | --------------------------- | --------------------------------- |
| Husejn Kamil |         | 1853 – 1917 | 1914 – 1917  | Ismaíl I. Paša Nour Felek   | dosazen po vyhlášení protektorátu |
| Fuad I.      |         | 1868 – 1936 | 1917 – 1922  | Ismaíl I. Paša Farial Kadin | od roku 1922 byl egyptským králem |

## Králové (1922-1953)

### Dynastie Muhammada Alího
Změn po první světové válce se pokusili využít nacionalisté a v roce 1919 vyslali delegaci, která dostala název Wafd, na Pařížskou mírovou konferenci, kde požádali o uznání nezávislosti Egypta. Velká Británie s tímto krokem nesouhlasila, ale o tři roky později tlaku nacionalistů ustoupila.
Díky tomu posléze vypukla v roce revoluce, kterou vedl Saad Zaghloul a tak byla 28. února 1922 vyhlášena pod vládou sultána Fuada I. samostatnost Egyptu jako Egyptské království a titul sultána byl změněn na titul krále (malik). Ústava, která byla přijata o rok později, však dala panovníkovi právo libovolně rozpouštět parlament, což vedlo k nestabilitě následujících vlád. Z delegace Wafd se mezitím stala nejvýznamnější strana v zemi, která působila v parlamentu jako hlavní králova opozice. Saad Zaghloul, který ji v roce 1919 v Paříži vedl, se v roce 1924 stal prvním ministerským předsedou Egypta.
Oficiální titul egyptského panovníka byl: z milosti boží, král Egypta a Súdánu, vládce Nubie, Darfúru a Kordofánu
Královský titul se dědil v dynastii Muhammada Alího a pouze mužskými příslušníky rodu podle salického práva.
| jméno    | obrázek | život                  | období vlády | rodiče                      | poznámky                                                        |
| -------- | ------- | ---------------------- | ------------ | --------------------------- | --------------------------------------------------------------- |
| Fuad I.  |         | 1868 – 1936            | 1922 – 1936  | Ismaíl I. Paša Farial Kadin | do roku 1922 byl egyptským a súdánským sultánem                 |
| Farúk I. |         | 1920 – 1965            | 1936 – 1952  | Fuad I. Nazli Sabri         | v období 28. dubna 1936 – 29. července 1937 za něj vládl regent |
| Fuad II. |         | narozen 16. leden 1952 | 1952 – 1953  | Farúk I. Narriman Sadek     | od sesazení v roce 1953 je titulárním králem                    |

## Prezidenti (od 1953)
V červnu 1953 se Nadžíb oficiálně prohlásil se za prezidenta republiky Egypt. Po vzniku republiky se začaly spory mezi Nadžíbem a Násirem, které vyvrcholily 23. února 1954, kdy Nadžíb složil funkce prezidenta i premiéra. Po Nadžíbově resignaci revoluční rada dosadila na křeslo ministerského předsedy Násira, prezident zvolen nebyl. Nadžíb dostal od rady domácí vězení, které mu mělo zabránit ve znovuzískání moci. Občané Egypta se ale začali bouřit a požadovali Nadžíbův návrat. Následkem těchto demonstrací se uvnitř revoluční rady utvořila skupina, která požádala Násira, aby vyhlásil svobodné volby, ve kterých bude zvolen prezident i předseda vlády. Násir volby povolil, Nadžíb byl zvolen prezidentem. Za pomoci malé skupinky lidí z armády s Násirovi však během osmi měsíců podařilo získat moc zpět a v říjnu 1954 se sám prohlásil za vůdce Egypta. 16. ledna 1956 byl Gamal Abd an-Násir zvolen egyptským prezidentem.
| jméno                  | obrázek | život                      | období vlády | politická strana                                                           | poznámky                                                                                            |
| ---------------------- | ------- | -------------------------- | ------------ | -------------------------------------------------------------------------- | --------------------------------------------------------------------------------------------------- |
| Muhammad Nadžíb        |         | 1901 – 1984                | 1953 – 1954  | svobodní důstojníci                                                        | moc držel již od roku 1952, první období                                                            |
| Gamál Násir            |         | 1918 – 1970                | 1954 – 1954  | svobodní důstojníci                                                        | moc držel již od roku 1952, první období                                                            |
| Muhammad Nadžíb        |         | 1901 – 1984                | 1954 – 1954  | svobodní důstojníci                                                        | druhé období, rezignoval                                                                            |
| Gamál Násir            |         | 1918 – 1970                | 1954 – 1970  | svobodní důstojníci                                                        | druhé období, doživotní prezident                                                                   |
| Anvar as-Sádát         |         | 1918 – 1981                | 1970 – 1981  | Arabská socialistická unie (do 1978) Národní demokratická strana (od 1978) | zavražděn                                                                                           |
| Muhammad Husní Mubarak |         | narozen 4. května 1928     | 1981 – 2011  | Národní demokratická strana                                                | Odstoupil po několikatýdenních protestech 11. 2. 2011 a předal moc armádě a ústavnímu soudu Egypta. |
| Muhammad Mursí         |         | narozen 20. srpna 1951     | 2012 – 2013  | Strana svobody a spravedlnosti                                             | Zbaven pravomocí armádou (3. 7. 2013), moc převzala armáda a ústavní soud                           |
| Adlí Mansour           |         | narozen 23. prosince 1945  | 2013 – 2014  | Bez politické příslušnosti                                                 | Dosazen armádou po sesazení Muhammada Mursího                                                       |
| Abd al-Fattáh as-Sísí  |         | narozen 19. listopadu 1954 | od 2014      | Bez politické příslušnosti                                                 | |